# Sept trompettes

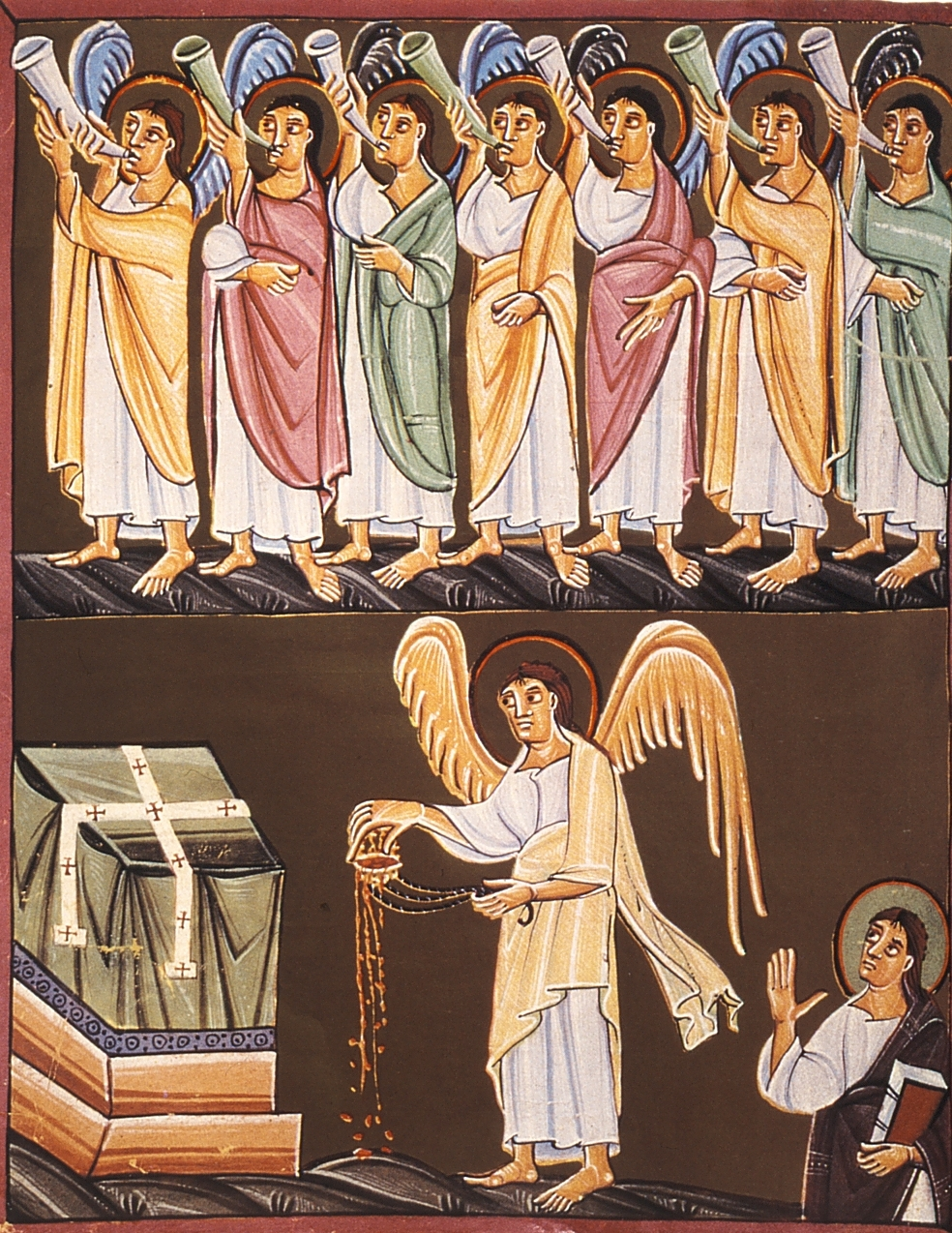
Les sept anges avec sept trompettes et l'ange avec un encensoir de l'Apocalypse de Bamberg.

Dans le livre de l'Apocalypse, sept trompettes sonnent successivement afin de  signaler les événements apocalyptiques vus par Jean de Patmos ( Apocalypse 1:9 ) dans sa vision ( Apocalypse 1:1 ). Les sept trompettes sont sonnées par sept anges et les événements sont décrits en détail dans les chapitres 8 à 11 de l'Apocalypse. Selon « Revelation 8:1-2 KJV » les anges sonnent ces trompettes après la rupture du septième sceau. Ces sceaux sécurisent le document apocalyptique tenu dans la main droite  du personnage assis sur le trône. Les trompettes sont désignées en grec koinè par σάλπιγξ (sálpinx, salpinx ) ; il s'agissait d'un tube droit et étroit en bronze  avec une embouchure en os et une cloche qui ne ressemblent guère aux trompettes à pistons modernes. Les trois dernières trompettes sont aussi appelées les « trompettes du malheur ».

## Signification

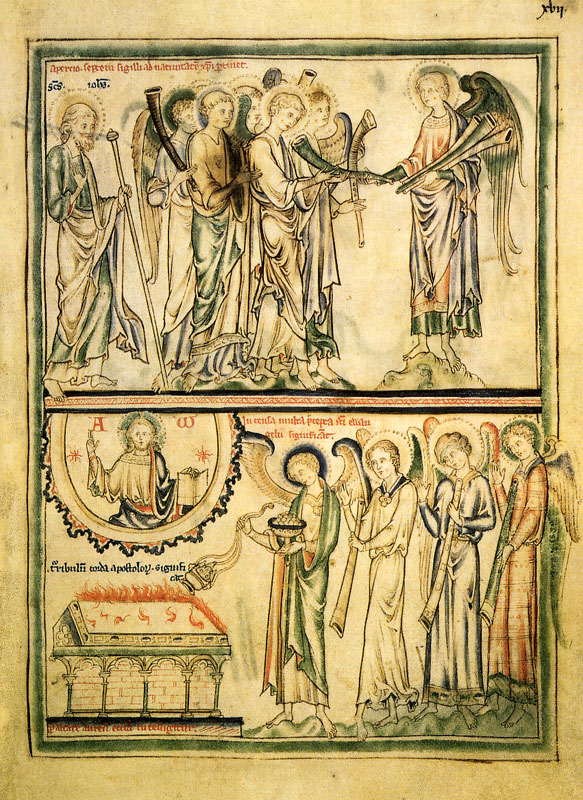
Des anges recevant sept trompettes. Apocalypse de Pierpont, vers 1255 apr. J.-C.

Après l’Exode, Dieu demande à Moïse de fabriquer deux trompettes d’argent (Nombres 10:2), appelées « hazozra » La corne sacrée traditionnelles des anciens Hébreux est le shofar, fabriquée à partir d'une corne de bélier.

### Première trompette
Au son de la première trompette, de la grêle et du feu mêlés de sang tombent sur Terre, brûlant un tiers des arbres de la planète et toute l'herbe verte. Un tiers de la nature disparaît .

### Deuxième trompette

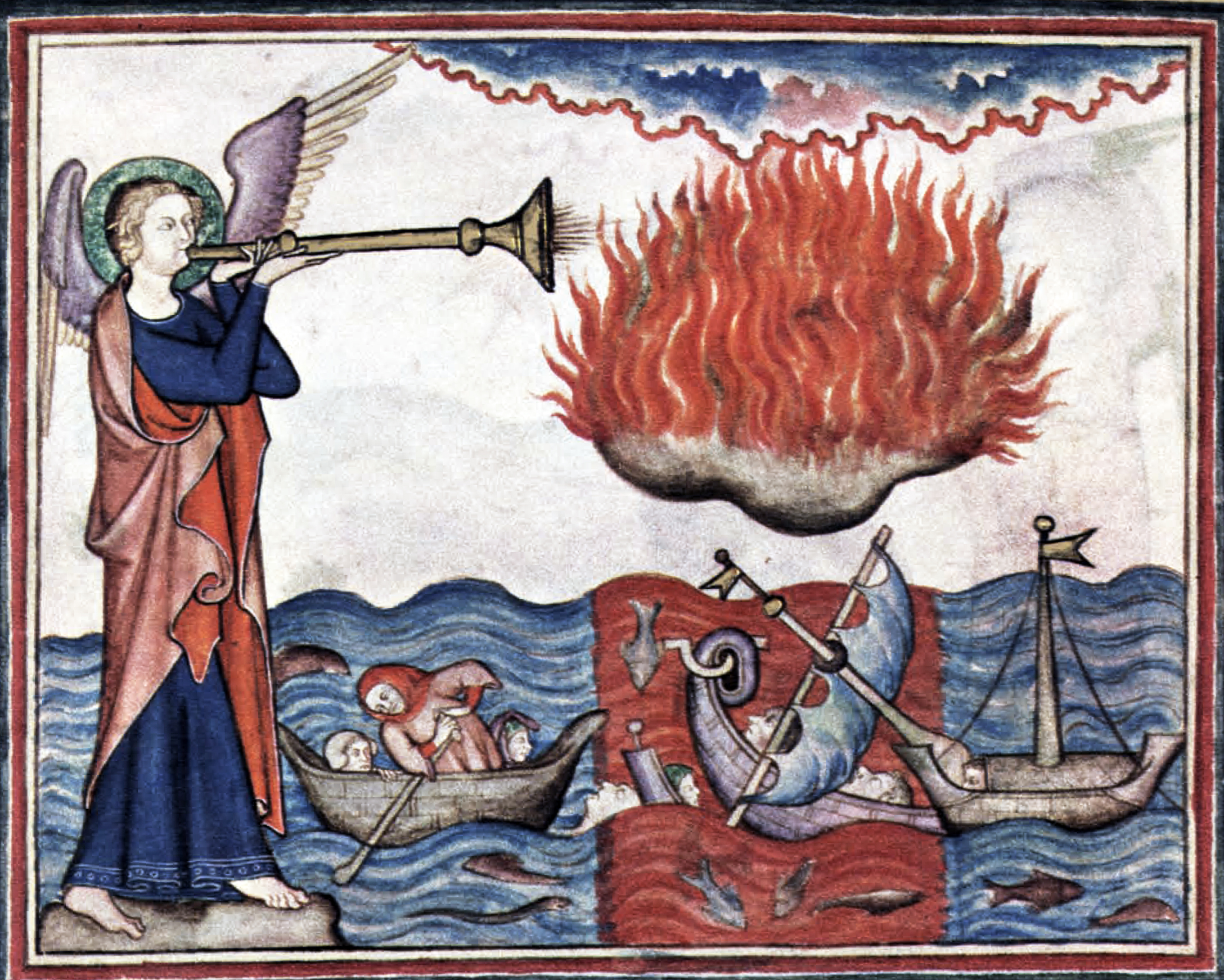
Apocalypse des Cloîtres (vers 1330), un ange sonne la 2e trompette et le feu pleut sur la mer. La trompette est un añafil, issu du « nafir » musulman par les chrétiens après que les deux camps se soient battus lors de la Reconquista et des croisades.

Au son de la deuxième trompette, « une grande montagne brûlante de feu » plonge dans la mer et transforme un tiers des océans en sang. Peu de temps après, un tiers de toute la vie marine et un tiers de tous les navires sont détruits.

### Troisième trompette
Au son de la troisième trompette, une grande étoile appelée Absinthe tombe sur Terre, empoisonnant un tiers des sources d'eau douce de la planète, les rivières et les sources. Beaucoup mourront à cause de l'amertume de son goût, .

### Quatrième trompette
Après le son de la quatrième trompette, les corps célestes sont « frappés » et un tiers de la lumière du Soleil, de la Lune et des étoiles s'obscurcit. Cette catastrophe provoque une obscurité totale pendant un tiers de la journée et pendant la nuit. C'est la dernière trompette qui sonne avant les « trois malheurs » (cinquième, sixième et septième trompettes).

### Cinquième trompette
La cinquième trompette est le « premier malheur ». Avant que cette trompette ne sonne, un ange (Un aigle dans certaines versions) apparaît et avertit : « Malheur, malheur, malheur à ceux qui habitent sur la terre, à cause des derniers coups de trompette des trois anges qui sont sur le point de sonner ! » .
La cinquième trompette incite une étoile personnifiée à tomber du ciel. L'étoile reçoit la clé de l'abîme. Après son ouverture, une fumée dense s'élève de la fosse, assombrit l'air et bloque la lumière du soleil. De la fumée sortent des sauterelles. Les sauterelles sont des chevaux de guerre à queue de scorpion et à visage d'homme avec des dents de lion. Leurs cheveux sont longs et ils volent avec des ailes semblables à celles des sauterelles. Ornés de couronnes d'or et protégés par des cuirasses de fer, ils sont commandés par leur roi, Abaddon et ont pour mission de « tourmenter quiconque n'a pas le sceau de Dieu sur son front », en utilisant leurs queues semblables à celles des scorpions. Néanmoins, ils ne doivent tuer personne pendant les cinq mois de tourment.

#### Vues prétéristes
Robert Witham, un critique catholique, a publié, en 1733 ses commentaires sur le Nouveau Testament en deux volumes. Commentant le chapitre 9, il propose deux points de vue prétérites pour identifier les sauterelles avec des queues de scorpion.
1. Les sauterelles pourraient avoir représenté l’incursion des Goths et de « ces peuples barbares » qui ont interrompu l’ Empire romain à l’époque de Dèce.
2. Les sauterelles pourraient représenter les hérétiques juifs qui renient le Christ. Notamment Théodote, Praxéas, Noetus, Paul de Samosate, Sabellius et Arius [10].

### Sixième trompette
Après le cinquième coup de trompette, le sixième retentit. Il s'agit du « deuxième malheur ». Quatre anges sont libérés de leurs liens dans le « grand fleuve Euphrate ». Ils commandent une force de deux cents millions de soldats montés sur des chevaux qui crachent des fléaux de feu, de fumée et les flammes de l'enfer. Les cavaliers montés portent des cuirasses aux couleurs du feu, de la  jacinthe et du soufre. Les chevaux ont une tête de lion et leurs queues ressemblent à celles d'un serpent. Ces trois fléaux émanant des chevaux tuent un tiers de l'humanité.
Un extrait de la traduction de la Bonne Nouvelle de ce verset déclare : « Le reste du genre humain, tous ceux qui n'ont pas été tués par ces fléaux, ne se sont pas détournés de leurs œuvres. Ils ne cessent pas d'adorer les démons, ni les idoles d'or, d'argent, de bronze, de pierre et de bois, qui ne peuvent ni voir, ni entendre, ni marcher. Ils ne se repentissent pas  de leurs meurtres, de leurs magies, de leurs impudicités, ni de leurs vols. » .

### Septième trompette
Le son de la septième trompette annonce le « troisième malheur », le malheur final. Des voix dans le ciel crient : « Le royaume du monde est remis à notre Seigneur et à son Messie et il régnera aux siècles des siècles. »

## Interprétations

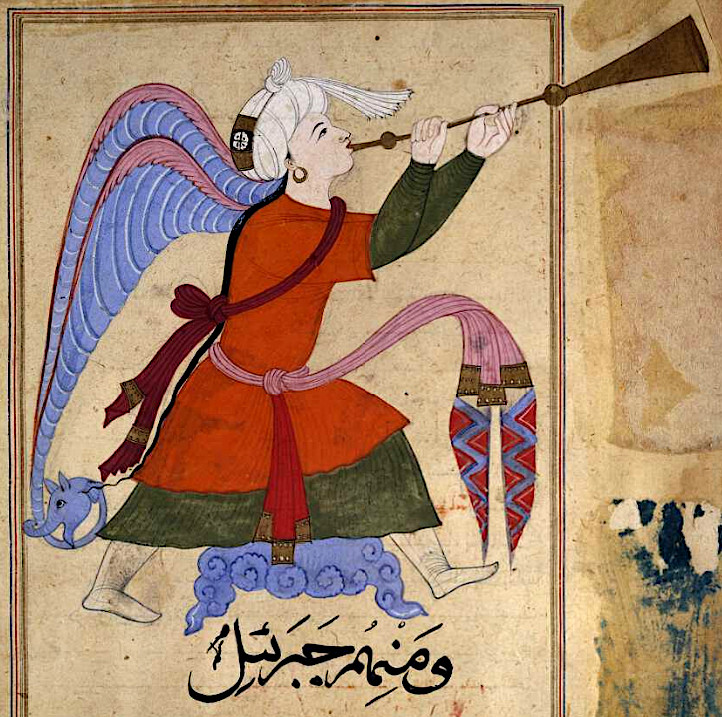
Les anges sonnant des trompettes à la fin du monde ne se limitent pas à la théologie chrétienne. L'œuvre d'art islamique représente l'archange Israël soufflant dans la trompette « nafir » à la fin du monde. De la dynastie mamelouke.

Dans l’eschatologie chrétienne, les six premières trompettes servent d’appel au réveil des pécheurs sur Terre et à la repentance. Chaque coup de trompette déclenche un fléau d’une nature plus désastreuse que le précédent. La trompette indique à l'avance au lecteur qu’une alerte, une annonce ou un avertissement ou une catastrophe va se produire. Seule la septième trompette n’apporte pas de fléau, elle sonne « pour que la gloire soit donnée à Dieu et que son royaume soit annoncé ».
La conception prétériste est que les annonces de ces trompettes concernent « l'Israël apostat » de l'époque et qu'elles correspondent aux événements des guerres juives. La deuxième trompette représenterait la nation de Rome comme une montagne, symbole des grandes nations de l'Ancien Testament et la destruction de la Galilée et de la mer de Galilée remplie de sang et de cadavres.
Concernant le deuxième coup de trompette, les apologistes chrétiens futuristes spéculent que la « grande montagne ardente » qui plonge dans la mer, dans Apocalypse 8:8, serait un impact cosmique d'un possible objet géocroiseur .
Les chrétiens qui suivent la doctrine de l'enlèvement post-tribulationnel soutiennent que la septième trompette serait la dernière trompette mentionnée dans « I Corinthiens 15:52 », et qu'il existe une corrélation entre les événements mentionnés dans « Ésaïe 27:13 »,  Matthieu 24:29-31,  et I Thessaloniciens 4:16. Ces parallèles sont utilisés pour soutenir la doctrine de l’enlèvement survenant après la tribulation. Les post-tribulationnistes voient l’enlèvement se produire pendant la septième trompette. La nature de la 7e trompette montre que « le temps n'est plus, et que le mystère de Dieu est accompli. À la 7e trompette, Jésus règne et gouverne pour l'éternité, il récompense les justes et juge les méchants. Jésus et Paul « déclarent que Jésus viendra avec sa récompense  et récompensera chacun selon ses mérites ».
Selon la foi bahá'íe, le premier malheur est l'avènement de Mahomet, le deuxième l'avènement de Báb et le troisième l'avènement du jour promis de Dieu ; la manifestation de Bahá'u'lláh, le prophète fondateur de la « foi bahá'íe » .
Le septième ange ou trompette fait référence aux « âmes humaines dotées d'attributs célestes et investies d'une nature et d'une disposition angéliques » qui proclameront et annonceront joyeusement la « venue de Bahá'u'lláh », le Seigneur des Armées promis.
Des chercheurs décrivent une partie du finale de la deuxième symphonie de Gustav Mahler comme étant les sept trompettes, jouées par quatre trompettes, une grosse caisse, des cymbales et un triangle, qui sont hors scène.